# Vestido Fabergé de Marlene Dietrich
El vestido Fabergé de Marlene Dietrich (en inglés: Marlene Dietrich's Fabergé dress) es un traje que la actriz lució en la película Angel (1937).

## Historia

### Contexto
Travis Banton, autor del vestido, ya había trabajado con Dietrich en ocho películas: Marruecos (1930), Dishonored (1931), El expreso de Shanghai (1932), La Venus rubia (1932), The Song of Songs (1933), Capricho imperial (1934), El Diablo era mujer (1935) y Desire (1936). En Marruecos la actriz lució un frac el cual causó sensación entre los espectadores, mientras que en El expreso de Shanghai vistió un traje decorado con plumas de gallo que llevó a numerosas mujeres a querer replicar el atuendo, aunque sería el famoso vestido Letty Lynton (lucido por Joan Crawford en la película homónima de 1932) el que desataría una auténtica revolución en el sector mercantil con su manufactura a gran escala para su venta masiva. Angel era la última película que Dietrich estaba obligada a rodar en virtud de su contrato con Paramount Pictures; este filme sería, además, la última colaboración entre actriz y diseñador, de quien Dietrich llegaría a decir que fue el creador de su imagen cinematográfica junto con Josef von Sternberg.

### Creación
El vestido Fabergé, así llamado por estar supuestamente inspirado en los famosos huevos de Fabergé, es el atuendo más sofisticado que Banton creó para Dietrich; de acuerdo con el propio diseñador: «Una veintena de bordadoras trabajaron en él durante dos semanas y media. Lo cual fue muy afortunado, porque a veces tenemos que producir vestidos tan elaborados en poco tiempo, en un día o menos».: 18  De gran opulencia pese a aparecer poco más de cinco minutos en pantalla, según W. Robert LaVine y Allen Florio, el atuendo costó la exorbitante cifra de $8000 de la época de acuerdo con los registros contables del departamento de vestuario,: 35  lo que en su momento debió de provocar cierto nivel de inquietud entre los directivos de Paramount ya que el Gobierno había solicitado a los estudios que redujesen la suntuosidad de su guardarropa, con el propio Banton, quien entonces cobraba un sueldo semanal de $1250, afirmando que este fue el traje más caro de toda su carrera. Pese a la ostentación de la que la prenda hacía gala, la hija de Dietrich, Maria Riva, recordaría el atuendo en términos muy poco halagadores:

El famoso vestido «joya» de esta película, una vaina incrustada de rubíes y esmeraldas falsas diseñado para que ella pudiera llevar las suyas verdaderas, debía su notoriedad más a su peso de cincuenta libras y coste de cuatro mil dólares que a su fotogénica perfección.: 436 

Según una declaración de Adele Balkan, asistente de Banton, ante la pregunta de si alguna vez había visto trabajar juntos a la actriz y al diseñador:

Nunca participé en una prueba con ellos, pero resultó que trabajé en uno de los vestidos. Es un precioso conjunto de abalorios, con una estola ribeteada de marta cibelina, y yo hice el patrón. No hice los abalorios, hice el patrón. Así que participé, ya que hacía un poco, como muestra, un pequeño diseño. La artesana lo hacía, usábamos nuestra imaginación, y se lo llevábamos a Dietrich y Banton. No nos quedábamos en la habitación con ellos. Y ella decía si le gustaba o qué pensaba, si debía poner una perla aquí en lugar de allá. Luego lo devolvía. Debimos hacerlo tres o cuatro veces. Y recuerdo que la artesana, en lugar de hacer una pieza nueva, añadía algo a la original, y así creaba un diseño completamente nuevo, y eso fue lo que eligió Dietrich. Le encantó, el conglomerado de todo. Y ese es un vestido precioso. No creo que alguna vez me haya adaptado a eso. Pero se exhibe de vez en cuando.

Pese a ser la autora del patrón, Balkan no tuvo ningún reconocimiento por su labor, algo muy común en la industria, aunque admitió que «no tenía estilo propio. Cuando estaba en Paramount, adoraba los bocetos del señor Banton y aprendí a dibujar así».: 45  Tal y como declaró en su momento: 

No, no tenías ningún reconocimiento. Te contrataban como dibujante y solo hacías bocetos. Pero dudo mucho que el diseñador mostrara alguna vez un boceto sin haber participado. Había ahí un toma y daca por un buen rato. Pero la estrella no quería saber que el asistente lo había diseñado o que el dibujante lo había hecho; querían pensar que el diseñador lo había hecho, naturalmente. Y los jefes también. Querían que el diseñador contratado lo hiciera. A nadie le importaba quién hiciera el boceto, siempre y cuando el diseñador hiciera el diseño.: 41 

### Controversia

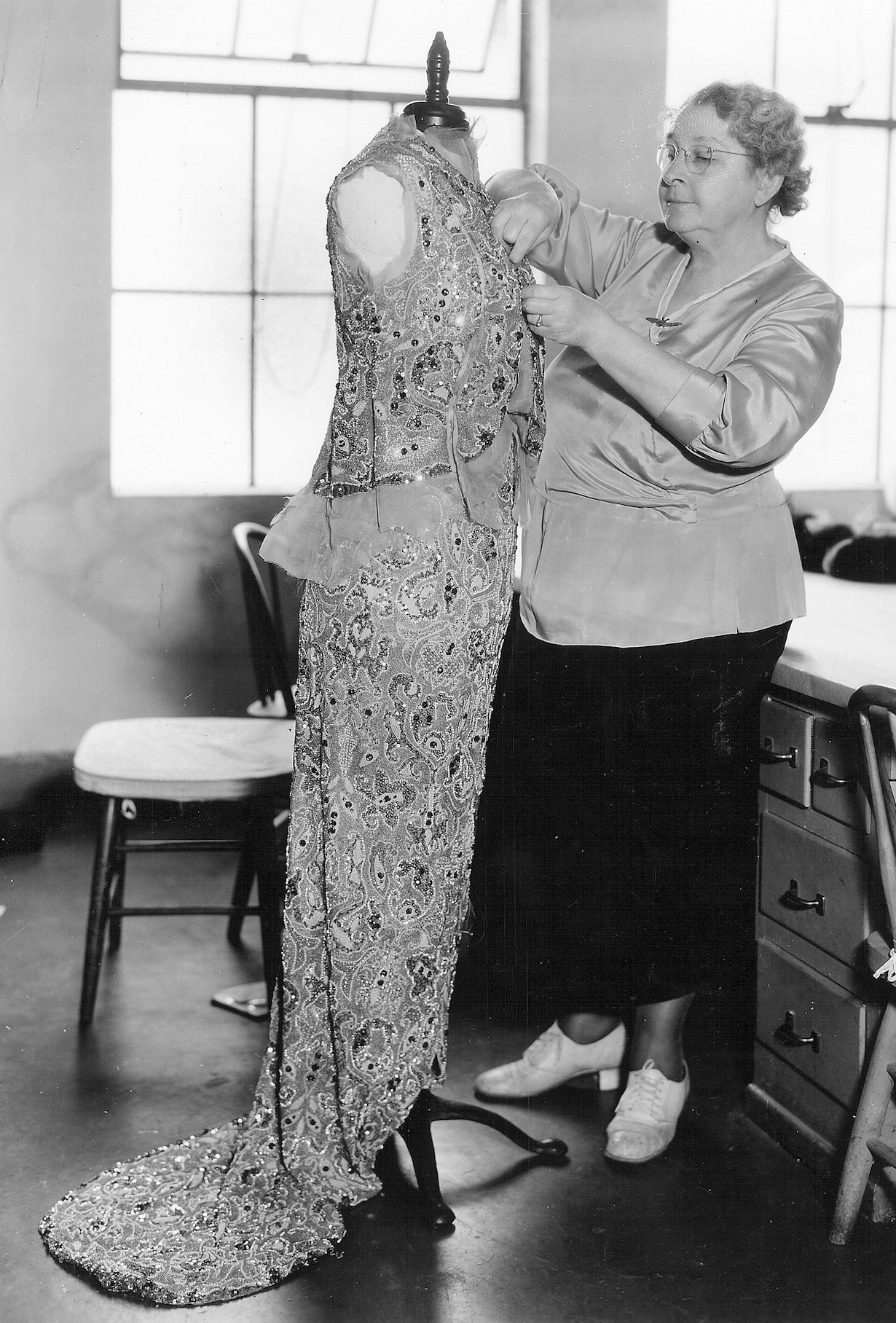
El vestido Fabergé durante su elaboración en 1937.

Dietrich se sintió tan fascinada por el vestido que llegó a solicitar a los directivos del estudio que le permitiesen quedárselo. Sin embargo, por razones desconocidas (tal vez por su elevado precio), Paramount se negó a desprenderse del atuendo, lo que desató el enfado de la actriz, quien se sintió insultada con este rechazo considerando que había salvado a la compañía gracias al éxito de sus películas, llegando esta violenta situación al extremo de provocar que Dietrich se marchase furiosa de los estudios, todo lo cual contribuiría a su polémica salida de la empresa, a la que no volvería hasta diez años después con Golden Earrings (1947). La compra de vestidos y accesorios de sus películas por parte de la actriz era algo habitual; tras su muerte, el Stiftung Deutsche Kinemathek, en colaboración con el Filmmuseum Berlin, adquirió su patrimonio en 1993, el cual se hallaba integrado por un total de cinco almacenes ubicados en Estados Unidos y Europa. Esta vasta colección, mantenida en secreto por la propia Dietrich, contaba con miles de objetos utilizados por la actriz a lo largo de su carrera, incluyendo cincuenta de sus atuendos más icónicos; de acuerdo con declaraciones de Riva al curador del Frankfurt Film Museum, la obsesión de su madre por mantener ocultas estas piezas radicaba en el profundo temor que sentía a que algún día los estudios quisiesen recuperarlas.
Cabe destacar que en 1974 Diana Vreeland, entonces curadora del Museo Metropolitano de Arte de Nueva York, contactó a Dietrich con el fin de averiguar el paradero de algunas prendas de sus películas (entre ellas el vestido Fabergé) para incluirlas en la exposición Romantic and Glamorous Hollywood Design, celebrada en el museo del 21 de noviembre de 1974 al 9 de enero de 1975, obteniendo la siguiente respuesta por parte de la actriz:

EL HERMOSO HOTEL GARDEN COURT DE SACRAMENTO EN LAS CALLES 16 Y H ● HI 4-8000

7 de junio del 74

Estimada señorita Vreeland,

Recibí su carta aquí en Sacramento y agradecería que me informara de su fuente de información. No me importa si usted es la que lo hizo, pero a mí sí me importa quién más sabe dónde estoy.
Sobre su solicitud, aquí está mi respuesta:
No puedo darle mis trajes blancos ni mis trajes negros porque todavía los uso.
El vestuario de Marruecos y Capricho imperial se fabricó en Paramount Pictures y no está en mi poder.
Entiendo que el departamento de vestuario de Paramount ya no existe, así que no sé qué alternativa sugerir para encontrar el vestuario. Creo que no hay rastro de él. Cecil Bea Travis Banton, quien lo hizo, falleció hace mucho tiempo, así que no hay ninguna fuente ahí.
Lamento no poder ayudar.
Muchas gracias y saludos
Marlene Dietrich
993 Park Ave. Newyork 28

Finalmente, el vestido Fabergé sería exhibido en la exposición junto con otros trajes icónicos de la industria del cine, entre ellos seis atuendos de Vivien Leigh en Lo que el viento se llevó (1939), una reproducción del vestido negro de Rita Hayworth en Gilda (1946), y el vestido Ascot de Audrey Hepburn en My Fair Lady (1964).: 90 

### Reciclaje

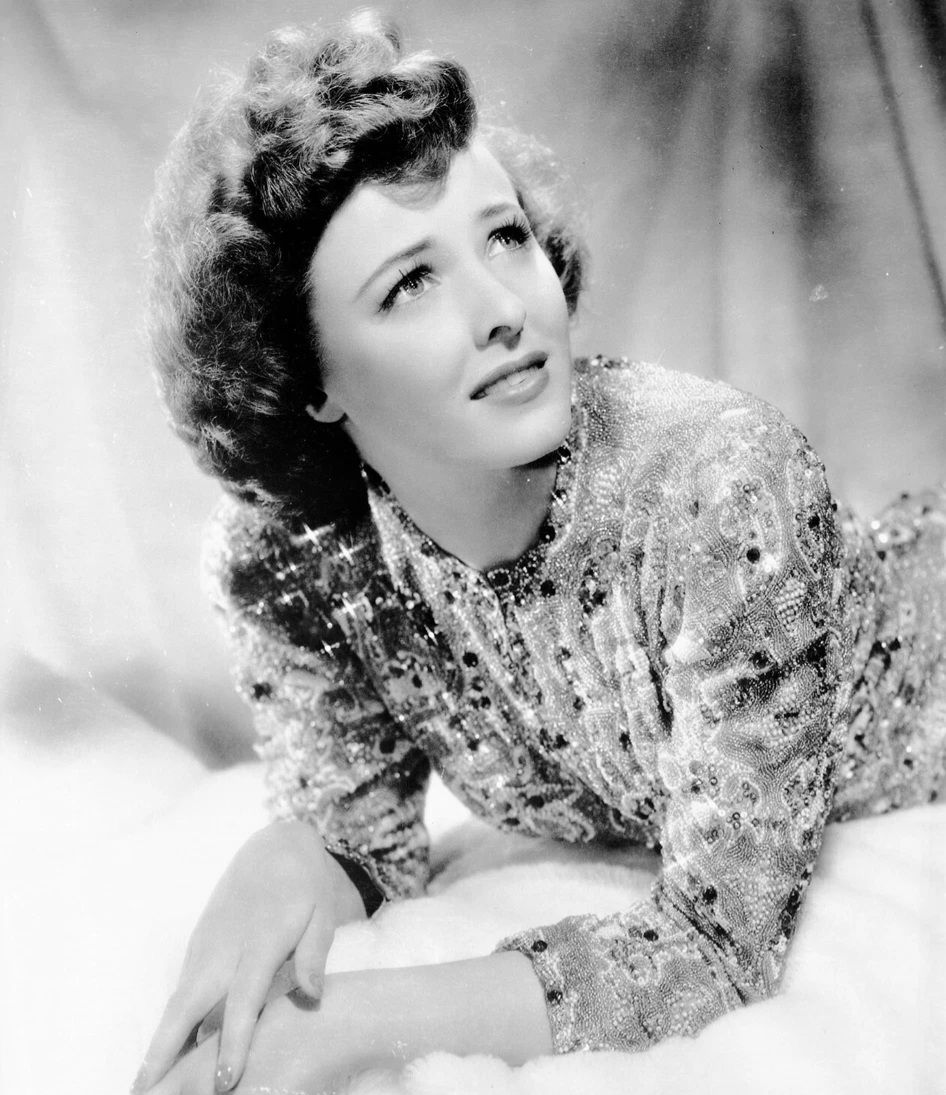
Laraine Day en una fotografía de estudio (c. 1944).

Al igual que numerosas prendas cinematográficas, el vestido Fabergé, al quedar en poder de los estudios, fue reciclado numerosas veces para otras actrices; esta práctica era común entonces y aún en la actualidad, ya que de esta forma se puede engalanar a personajes secundarios o extras con ricas prendas que en su momento lucieron actrices o actores principales a la par que se reducen gastos. No se sabe con exactitud cuántas veces se recicló el atuendo, aunque sí se conoce que como mínimo fue lucido por siete mujeres después de Dietrich: Mary Astor en Medianoche (1939), quien lo llevó sin la estola que originalmente lo acompañaba; Rose Hobart en A Night at Earl Carroll's (1940), quien lo lució con la parte frontal del corpiño doblada hacia dentro; Laraine Day en varias fotografías de estudio tomadas hacia 1944; Felicia Atkins en The Errand Boy (1961), ocasión en la que se retiraron las mangas y se fijó en el escote, a modo de drapeado, la estola sin el borde de piel de marta cibelina que originalmente la adornaba; una actriz sin acreditar en A New Kind of Love (1963), para quien se cortó la estola por la mitad para ser llevada como turbante además de modificarse el corpiño, nuevamente sin mangas; una modelo para una fotografía promocional de la exposición Romantic and Glamorous Hollywood Design, ocasión para la que se reincorporaron las mangas; y Barbara Hershey en My Wicked, Wicked Ways: The Legend of Errol Flynn (1985), momento en que se reconstruyó la estola, siendo exhibido ese mismo año de nuevo en el Museo Metropolitano de Arte. El gran número de modificaciones a las que se vio sometida la prenda supuso un fuerte impacto; muchos de los arreglos se efectuaron con gran rapidez y escaso cuidado, mientras que algunos intentos de reparación implicaron la simple cobertura de las secciones dañadas con largas lentejuelas doradas (una de las reparaciones acometidas provocó daños en el tejido al aplicarse pegamento en determinadas zonas para fijar los abalorios). El soporte de gasa original quedó tan gravemente debilitado que el mismo empezó a agrietarse, lo que provocó que los patrones comenzasen a separarse, al punto de volverse el traje tan frágil que era imposible que pudiese volver a ser vestido, aunque el hecho de que sus componentes se conservasen casi en su totalidad permitió su restauración.

### Restauración
El traje fue vendido por Paramount el 12 de diciembre de 1990 como el lote 134 en la subasta Entertainment Memorabilia Including Costumes from The Collection of Paramount Pictures, corriendo la venta por cuenta de la casa de subastas Christie's de Nueva York. Los socios y expertos en prendas cinematográficas Bill Thomas y Larry McQueen, dueños de numerosos atuendos de la industria del celuloide, fueron requeridos para llevar a cabo las labores de inventariar, certificar la autenticidad de cada pieza y tasarla. Atraídos por el vestido Fabergé, ambos tomaron la decisión de pujar por la prenda en la subasta, siendo el atuendo vendido a ambos por un precio aproximado de $23 000, una de las cifras más altas alcanzadas. Sin embargo, una vez tuvieron el traje en su poder pudieron comprobar el deplorable estado en el que se encontraba, pues el paso del tiempo, las pésimas condiciones de almacenaje y las numerosas mutilaciones efectuadas habían causado importantes estragos en la tela, al punto de que su extrema fragilidad hacía imposible exhibir la prenda en un maniquí ya que el tejido no era capaz de soportar el peso de los abalorios.
A finales de la década de 1990, concretamente en 1999, cuatro años después del fallecimiento de Thomas, McQueen se dispuso a emprender un proceso de restauración con el fin de preservar el vestido y devolverlo a su estado original. Para llevar a cabo esta difícil tarea, McQueen se puso en contacto con numerosos curadores expertos tanto en restauración como en conservación, surgiendo un intenso debate en el que se discutió si el atuendo debía ser nuevamente modificado, por pequeña que fuese dicha alteración. Finalmente, McQueen decidió que la prenda sería sometida a un proceso de restauración puesto que la misma había quedado reducida prácticamente a un conjunto de abalorios, lo que hacía imposible su exhibición. Con el fin de acometer la compleja tarea de recolocar estas diminutas piezas, McQueen contactó con la empresa de Los Ángeles Getson Eastern Embroidery, entonces propiedad de Annie Dernderian; se eligió esta compañía debido a que la misma había participado en la confección del atuendo original y se hallaba, además, en posesión de muchos de los abalorios, lentejuelas y joyas utilizadas en la elaboración del traje.
El difícil proceso de reparación implicó la fijación de cada centímetro del bordado de abalorios a un nuevo soporte de gasa, debiendo ajustarse a su vez los patrones, los cuales fueron levemente sujetos con bastillas. A continuación, los patrones fueron cosidos manualmente, reemplazándose toda la pedrería faltante, deshaciéndose todas las reparaciones acometidas con anterioridad, y sustituyéndose todas las secciones faltantes además de retirarse aquellas que habían sido fijadas con pegamento. Sumado a esto, un gran número de hilos de seda originales que sostenían los abalorios se estaban rompiendo a causa del peso de los mismos, por lo que se hizo necesario reforzarlos con hilos nuevos del mismo material. En lo tocante a la estola, en su momento cortada a la mitad y posteriormente doblada sobre sí misma y recosida, esta pieza tuvo que ser desarmada y fijada a un soporte nuevo, debiendo ser los abalorios recolocados y corregidos. Para poder ejecutar estas labores con la mayor precisión y fidelidad al diseño original, se emplearon a modo de guía instantáneas ampliadas de Dietrich luciendo la prenda, gracias a las cuales se pudo determinar qué áreas eran originales y cuáles habían sido alteradas, si bien dicha labor se vio facilitada debido a que los patrones se repetían continuamente, de modo que cuando una sección faltaba, esta era reemplazada por otra elaborada mediante una plantilla creada a partir de una sección existente, lo que requirió un estudio exhaustivo de la tela centímetro a centímetro para evitar errores en el patrón. Debido a que el atuendo no podía ser desmontado ni tampoco dispuesto horizontalmente para la fijación de los abalorios, se hizo necesaria la construcción de un bastidor especial equipado con un cabestrillo con el fin de posibilitar el acceso al interior del vestido para así poder trabajar en la prenda tanto en el envés como en el revés. Para una mayor exactitud, cada abalorio retirado del traje era cuidadosamente clasificado y, de ser posible, recolocado en el mismo sitio; debido a que se trabajaba en áreas de 10 centímetros, cada una de ellas era fotografiada antes y después con el objetivo de documentar la evolución del proceso.
Tras aproximadamente un año de trabajo, solo el corpiño se hallaba cerca de estar terminado, con la mayor parte de las labores acometidas por Dernderian. A este inconveniente se sumaba el hecho de que los gastos empezaban a acumularse a la par que cada vez se hacía más difícil encontrar personal cualificado que dispusiese de tiempo y paciencia para reparar el atuendo. McQueen, preocupado porque estos contratiempos impidiesen la conclusión de los trabajos, tomó la determinación de participar él mismo en las tareas de reconstrucción, siendo guiado en todo momento por Dernderian, lo que por otro lado le llevaría a aprender y perfeccionar técnicas de restauración. Tras casi un año desde el inicio de las labores, con jornadas de trabajo de entre cinco y ocho horas (se invirtieron en total más de 3000 horas), se logró culminar la labor de reparación tanto de la falda como de la estola. Con el fin de dotar al conjunto de mayor resistencia, se añadió un refuerzo consistente en una cinta de chifón de seda al bies así como un nuevo forro de gasa proporcionado por la firma John David Ridge, mientras que la estola fue nuevamente bordada, en parte, con la misma piel de marta cibelina por Judith Moss en el Fur Center de Los Ángeles. McQueen, quien declaró que hubiera reconsiderado la restauración de haber sabido la ingente cantidad de trabajo necesario (aunque acabó confesando que igualmente hubiese procedido a reparar el atuendo), afirmó lo siguiente una vez concluida la labor:

Me sorprendió la conexión que se establece con las personas que crearon la prenda (un proceso difícil de comprender a menos que se haya restaurado la creación de otra persona). Se notaba cuando alguien tenía un mal día y tomaba atajos. Se notaba cuando alguien tenía una genialidad. Se podían apreciar las diferencias en la mano de obra y la técnica entre los distintos abalorios. Se podía apreciar el tiempo dedicado a los detalles en áreas que nadie vería. Te acercas mucho a la prenda y la comprendes.

## Descripción
De acuerdo con LaVine y Florio, la prenda es un «vestido de noche de gasa de dos piezas cubierto sólidamente con un diseño paisley trabajado con cuentas de corneta doradas acentuadas con rubíes, esmeraldas, topacios y diamantes en pasta, junto con una estola con bandas de marta a juego».: 35  El atuendo, mostrado incorrectamente de color verde en al menos una fotografía publicitaria,se traduce en un corpiño ceñido de manga larga ajustado en la cintura a modo de peplum y una falda larga con cola, contando como accesorio con una estola de cerca de dos metros de longitud ribeteada con piel de marta cibelina. Toda la tela se compone de figuras geométricas muy similares a un estampado de cachemira, con cada una delimitada por hileras de perlas o pedrería facetada. Las áreas centrales del vestido se hallan decoradas con abalorios, perlas y lentejuelas combinadas de diversas formas, destacando a lo largo del traje varios patrones los cuales albergan unas diminutas cuadrículas en hilo de oro, con cada cuadrado repleto de pequeñas perlas y lentejuelas o bien una combinación de lentejuelas y abalorios dorados. En lo tocante al fondo del diseño, este se halla conformado por abalorios de rocalla en oro macizo, sobresaliendo a lo largo del patronaje varios rubíes y esmeraldas de imitación.

## Legado
Pese a no gozar de la misma fama que el frac de Marruecos y vestido de El expreso de Shanghai, el atuendo de Angel, hoy propiedad de McQueen y parte de su colección privada The Collection of Motion Picture Costume Design, ha sido referenciado por un gran número de autores, entre ellos Vreeland, quien declaró lo siguiente en su libro Hollywood Costume: Glamour! Glitter! Romance! (1976): «Cuando pienso en los detalles, pienso en el maravilloso vestido de abalorios de Travis Baton para Marlene Dietrich en Angel; como un millón de granos de caviar dorado. Es uno de los vestidos más hermosos que jamás haya existido».: 22–23  Por su parte, el propio Banton, quien crearía un traje similar al vestido Fabergé para Susan Hayward en Una mujer destruida (1947), describió el traje, tal y como recoge Margaret J. Bailey en su libro Those Glorious Glamour Years (1982), como «simple en líneas, de diseño persa, y parecía una pieza de joyas tejidas».: 18  Mostrado sin la estola en la revista Screenland en septiembre de 1937 con motivo de un artículo sobre las dietas de adelgazamiento seguidas por las estrellas de cine, el traje, exhibido en 2012 en la exposición Hollywood Costume y del que Christie's vendió un boceto por $10 000 en 2011, ha tenido influencia en el mundo de la moda, destacando varios atuendos similares obra de reconocidos diseñadores de alta costura: un vestido de Norman Norell de 1963; un atuendo de la colección otoño/invierno de 1966 de Yves Saint Laurent lucido por Christa Fiedler para la revista Vogue; un traje de Jean-Paul Gaultier inspirado en un vestido lucido por Sara Montiel en La dama de Beirut (1965); un atuendo de Bob Mackie de la década de 1980; un vestido de la colección otoño/invierno de 1998 de Pierre Balmain; un traje de la colección otoño/invierno de 2016 de Guo Pei; el famoso vestido Goldfinger de Jenny Packham, lucido por Catalina de Gales en el estreno de Sin tiempo para morir (2021); un traje de gala de 2012 de Óscar de la Renta; y la colección Crochetmestres de Josep Mestres. Así mismo, el vestido Fabergé ha inspirado a múltiples diseñadores de vestuario: Edith Head, con un atuendo para Marjorie Reynolds en Holiday Inn (1942) y otro para Dietrich en A Foreign Affair (1948); Ray Aghayan, con un traje para Angie Dickinson en The Art of Love (1965) y otro para Doris Day en Do Not Disturb (1965); y Donald Brooks, con un conjunto de vestido y capa para Julie Andrews en Darling Lili (1970).